# Leopold Polenec
Leopold Polenec (včasih tudi Polde Polen(e)c), slovenski igralec, operni tenorist, zborovodja in režiser, * 5. november 1912, Puštal, † 5. oktober 1974, Ljubljana.

## Življenjepis
Polde Polenec je bil rojen v Puštalu pri Škofji Loki v Nacetovi hiši in bil že naslednji dan krščen v Škofji Loki. Bil je drugi sin posestnika, njegov dve leti starejši brat Anton Polenec je znan slovenski biolog. 
Zaradi revščine je lahko študiral le brat Anton, zato se je Polde zaposlil kot občinski sluga občine Zminec. Leta 1932 se je zaposlil v tovarni Šešir v Škofji Loki, kot delavec in tu delal do septembra 1941. Tu je prvič prišel v stik z delavskim socialnim gibanjem. Včlanjen je bil v klub krščanskih socialistov in deloval vedno kot predsednik, odbornik ali zaupnik. 
Jeseni leta 1941 je opustil delo ter tako ni prišel v nacistično kartoteko. Zaradi starosti mu ni grozila okupatorjeva mobilizacija, zato je za NOB delal v ilegali. Zbiral je denar in zdravila, razdeljeval osvobodilni tisk in sprejemal na svoj dom v Puštalu ranjene borce. Takoj po vojni je bil tajnik KLO Puštal. Kljub sodelovanju z NOB pa je bil zapostavljen zaradi petja v cerkvi in obiskovanja le-te.  Vsa vojna leta in deset let pred smrtjo se je preživljal kot kmet z delom na posestvu v rodni vasi.

## Pevska kariera
Marca 1946 se je vpisal na AGRFT v Ljubljani in junija 1954 diplomiral na Oddelku za igro. Poleg tega je študiral solo petje na Srednji glasbeni šoli v Ljubljani pri Kseniji Kušej in zasebno pri prof. Juliju Betettu. Jeseni 1951 je bil sprejet za opernega solista - tenorista v Operi SNG v Ljubljani, kjer je deloval do maja 1955.
Jeseni 1955 je nastopil službo v Operni hiši Sarajevo, kjer je do leta 1963 pel kot vodilni tenorist v znanih dramah (Pikova dama, Aida, Carmen idr.).
Vsa leta - pred in po vojni - je delal tudi v amaterskih kulturnih društvih. Pred vojno kot knjižničar, po njej pa kot režiser in igralec. 
Od leta 1967 do 1971 je vodil Cerkveni moški pevski zbor župnije Škofja Loka skupaj s Francetom Štuklom. V zboru je pel prvi tenor. Leta 1999 se je zbor s soglasjem sorodnikov poimenoval po Poldetu Polencu.

## Izbrane režije
- Svet brez sovraštva
- Tuje dete
- Kralj na Betajnovi
- Visoška kronika
- Naša kri
- Zimska pravljica
- V Zali

## Dramatizacije
- Visoška kronika (1951)
- V Zali (1973)
- Martin Krpan (1974)